# Muckle Flugga
Pour les articles homonymes, voir Muckle.
Muckle Flugga est une petite île rocheuse de la mer du Nord située au nord d'Unst dans les îles de l'archipel Shetland, en Écosse. Elle est souvent décrite comme le point le plus au nord des Îles Britanniques, mais le plus petit îlot d'Out Stack est en fait plus au nord. Elle a été l'île habitée la plus au nord, mais a perdu cette renommée lorsque le phare a été automatisé et que les derniers résidents ont déménagé. 
Le nom vient du vieux norrois, Mikla Flugey, signifiant « grande île à pente raide ». Selon le folklore local, Muckle Flugga et à proximité Out Stack ont été formés lorsque deux géants, Herma et Saxa, sont tombés amoureux de la même sirène. Ils se sont battus pour elle en jetant de gros rochers, dont l'un est devenu Muckle Flugga. Pour se débarrasser d'eux, la sirène offrit d'épouser celui qui la suivrait au Pôle Nord. Tous deux la suivirent et se noyèrent, car ni l'un ni l'autre ne savait nager.

## Phare

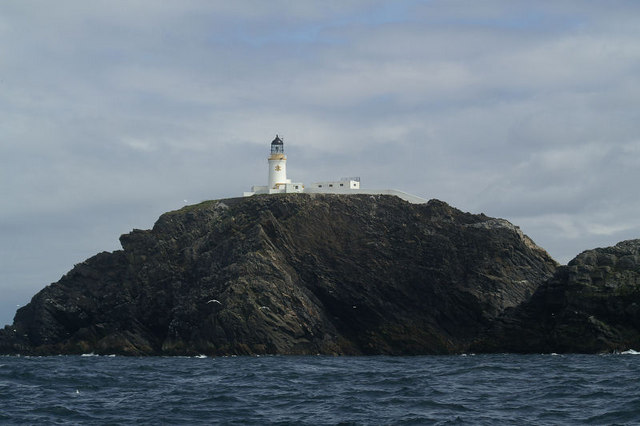
Phare de Muckle Flugga